# Occipitomastoidális varrat

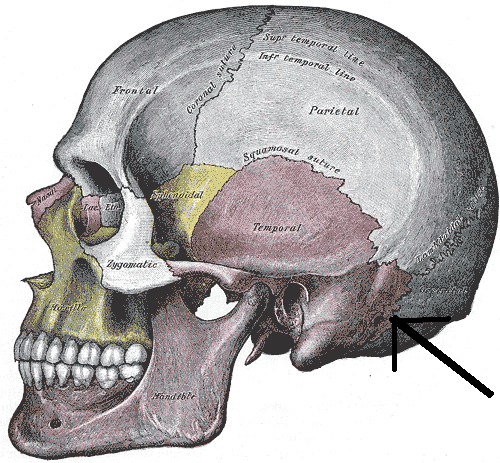
A koponya látható oldalról és az alsó hátsó részén látható occipitomastoidális varrat

Az occipitomastoidális varrat (magyarul nyakszirti-csecsnyúlványi varrat, latinul sutura occipitomastoidea) egy apró varrat az agykoponya hátsó részén a nyakszirtcsont (Os occipitale) és a halántékcsontok között, egészen a csecsnyúlványig (processus mastoideus) folytatva. Ez a varrat a pikkelyvarrat (sutura squamosa) folytatása.